# Turnback Dome
Koordinaten: 76° 5′ S, 65° 22′ O
Der Turnback Dome ist ein antarktischer Eisdom südlich der Prince Charles Mountains, der sich kuppelförmig etwa 50 m über die Umgebung erhebt. Der Durchmesser des Eisdoms beträgt etwa 12 km.
Eine australische Expedition erreichte im Südsommer 1990/91 hier ihren südlichsten Punkt, von wo aus sie umkehrte. Daher erhielt diese vergletscherte Höhe ihren Namen, der auf Deutsch Umkehr-Eisdom bedeutet.